# Matériel roulant du métro de Barcelone
Le matériel roulant du métro de Barcelone de la compagnie Ferrocarril Metropolità de Barcelona (FMB) est composé de 791 éléments formant un total de 157 trains de cinq voitures et trois trains de deux voitures. Le parc a une moyenne d'âge de 8,7 ans.

## Répartition par ligne
Matériel roulant actuel par lignes en circulation.
| Lignes | Trains                  |
| ------ | ----------------------- |
|        | - S4000 - S6000         |
|        | S9000                   |
|        | - S2000 - S3000         |
|        | S2100                   |
|        | S5000                   |
|        | - UT111 - UT112 - UT113 |
|        | UT114                   |
|        | UT213                   |
|        | S500                    |

## Matériel roulant des FMB
| Motrices                       | 6 | 24 | 60 | 72 | 96 | 156 | 40 | 224 | 678 |
| Remorques                      | 0 | 6  | 15 | 18 | 24 | 39  | 10 | 56  | 168 |
| Source : Données de base 2018. |   |    |    |    |    |     |    |     |     |

### Actuel

#### Série 500
Adaptation de la série 2100 aux caractéristiques de la ligne 11.

#### Séries 2000 et 2100
Elles sont nées dans le cadre du même projet que les séries 3000 et 4000.

#### Série 3000
Série utilisée sur la ligne 3, conçue conjointement avec la série 4000 de la ligne 1.

#### Série 4000
Série utilisée sur la ligne 1, conçue conjointement avec la série 3000 de la ligne 3, la différence entre les deux résidant dans l'écartement des rails, la ligne 1 étant à écartement ibérique alors que la ligne 3 est à écartement standard.

#### Série 9000
Série utilisée sur les lignes 9 et 10 en conduite automatique et sur les lignes 2 et 4 en conduite manuelle.

### Ancien matériel

#### Séries 1000 et 1100
Deux sous-séries ont rejoint le réseau des FMB au cours des années 1970.
Les derniers trains de cette série ont circulé sur la ligne 4, jusqu'à leur remplacement par les séries 2100 et 9000.

## Matériel roulant des FGC

### Actuel

#### Série 111
En 2014, il ne reste que trois trains en service mis à la retraite en 2015 et remplacés par les séries 113 et 114.

#### Série 114
Ces trains composés de trois éléments et d'une longueur de 60 m de long sont utilisés exclusivement sur la ligne 7, dont les stations sont plus courtes que sur les autres lignes.

## Galerie d'images

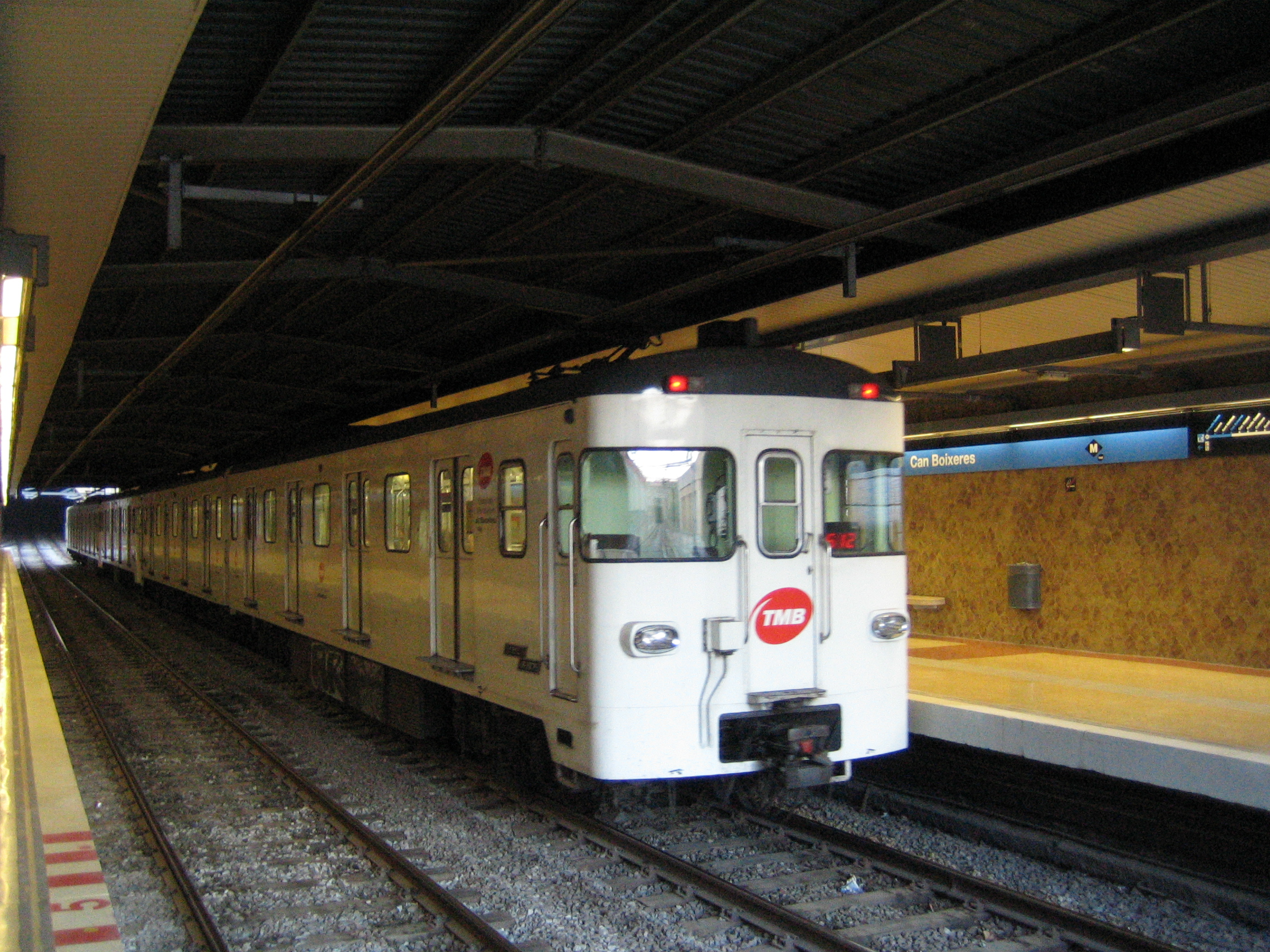
Série 1000 (CAF)
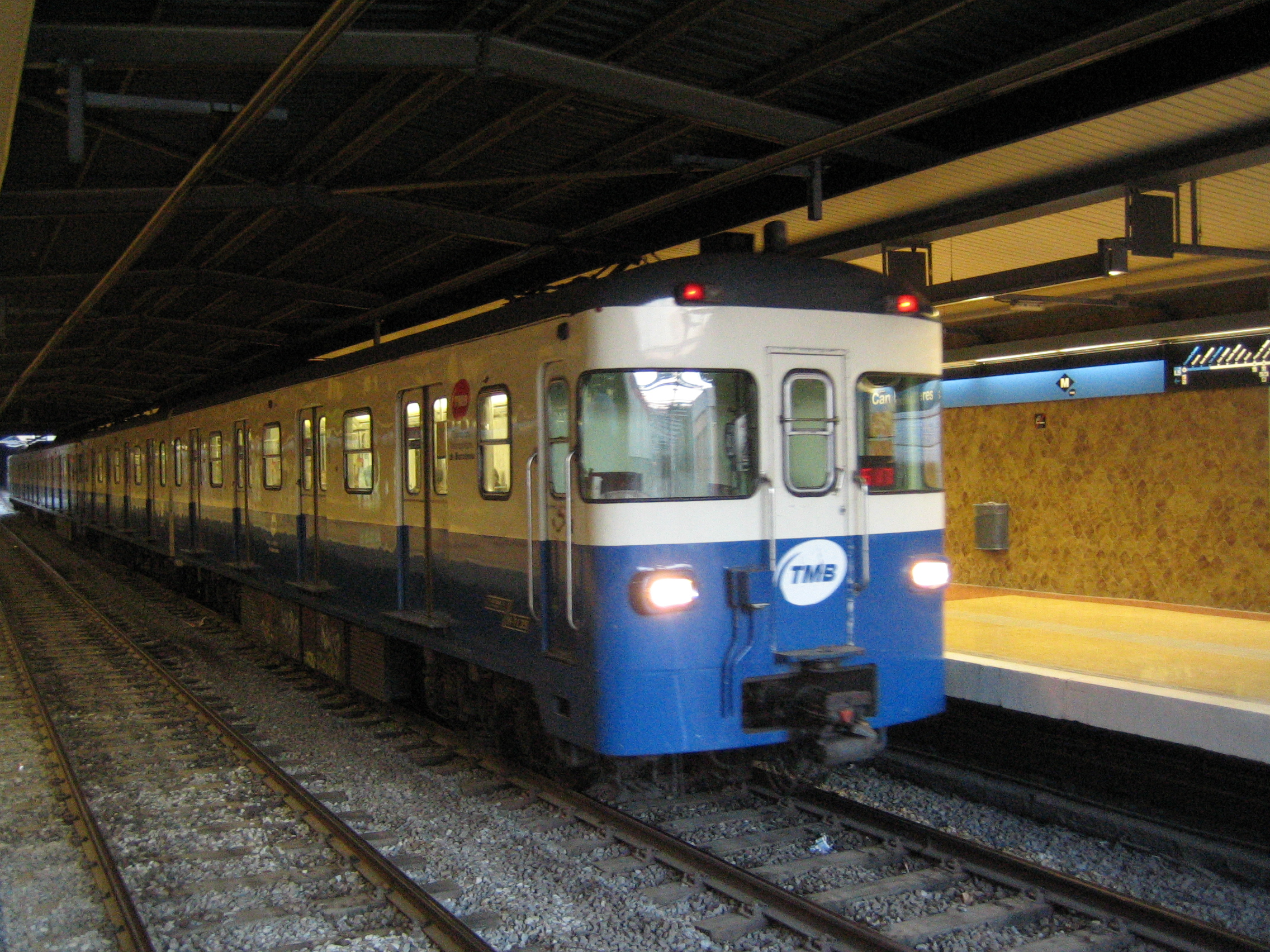
Série 1100 (CAF)
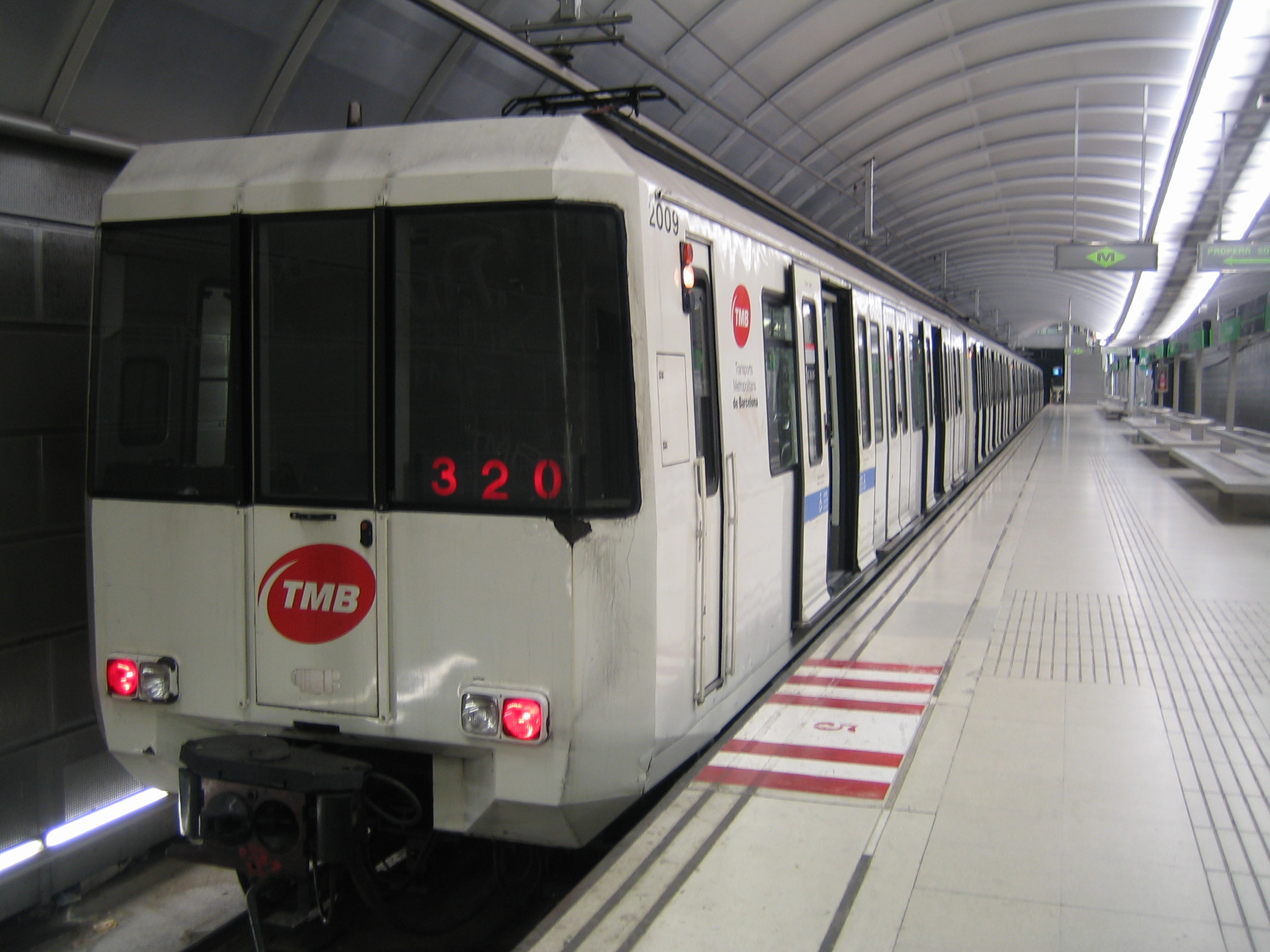
Série 2000 (CAF)
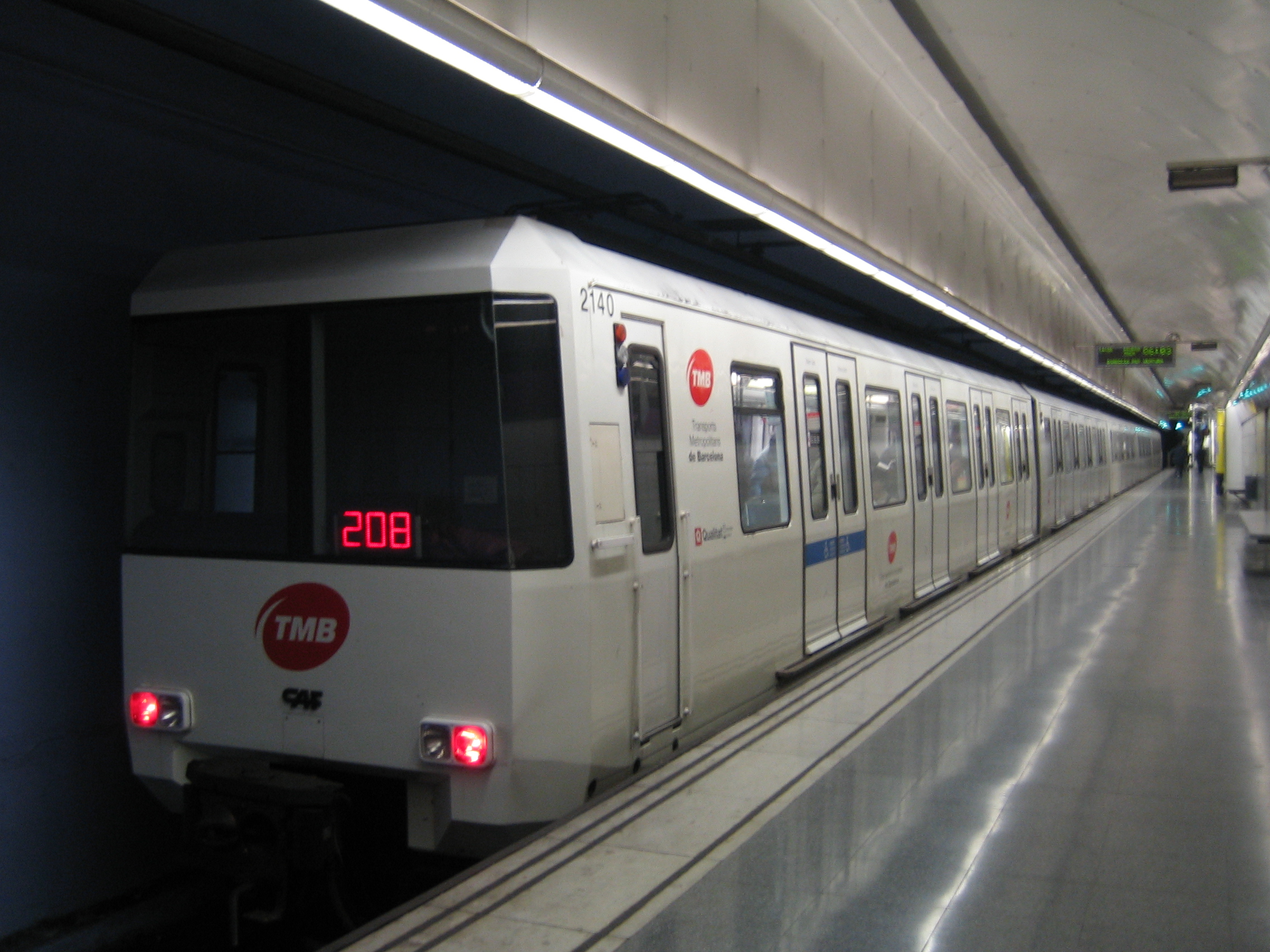
Série 2100 (CAF)
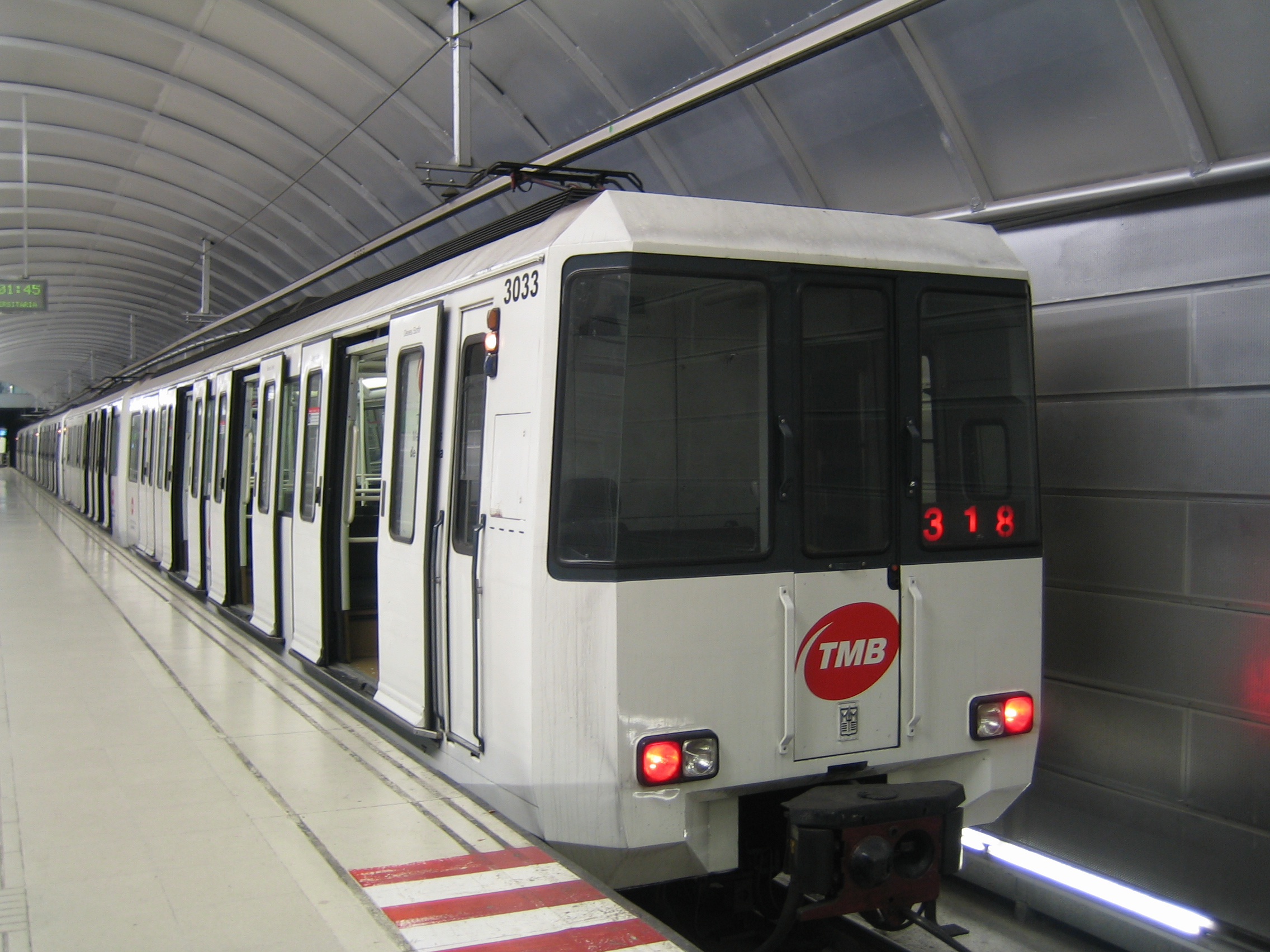
Série 3000 (CAF)
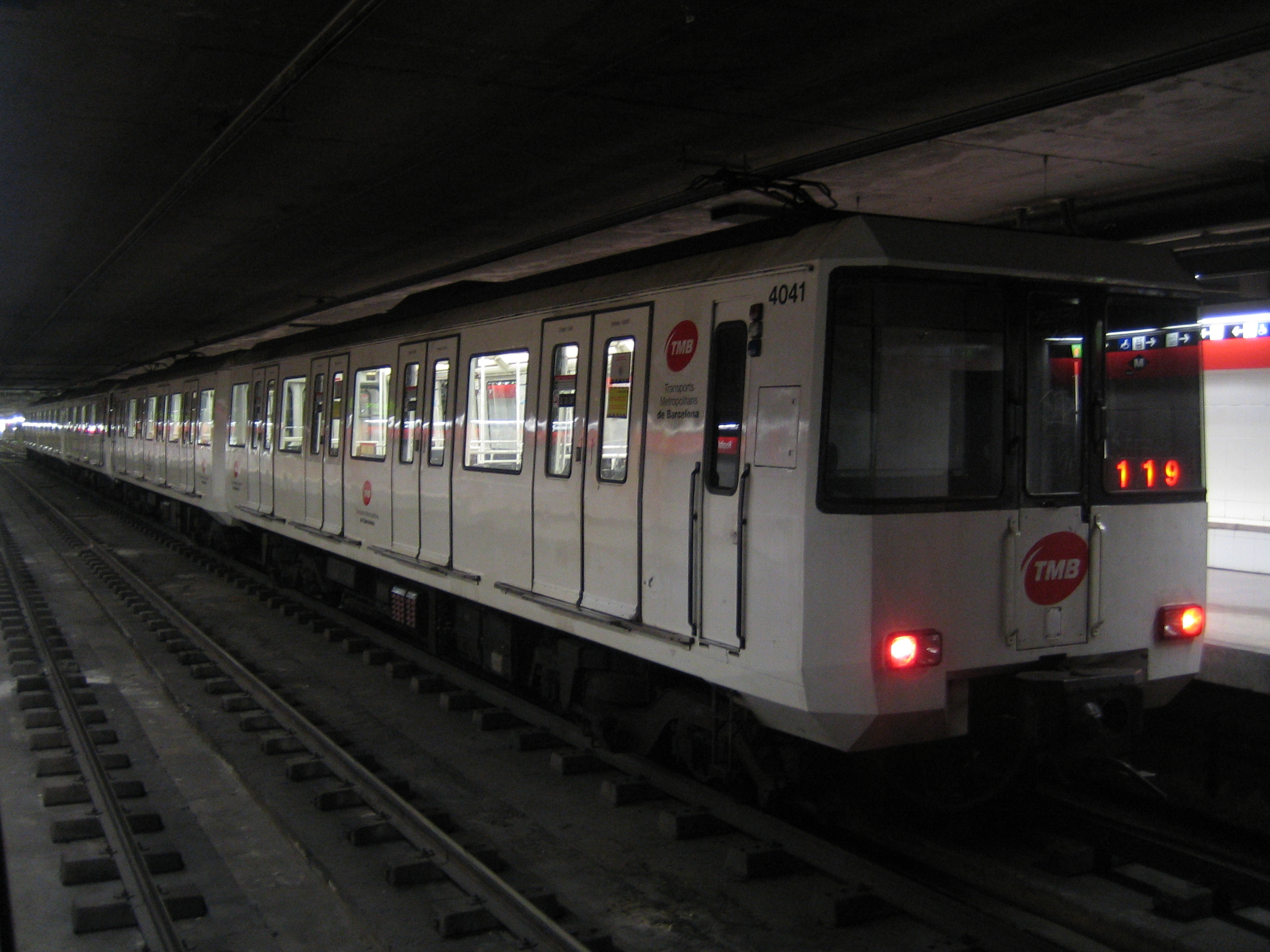
Série 4000 (CAF)
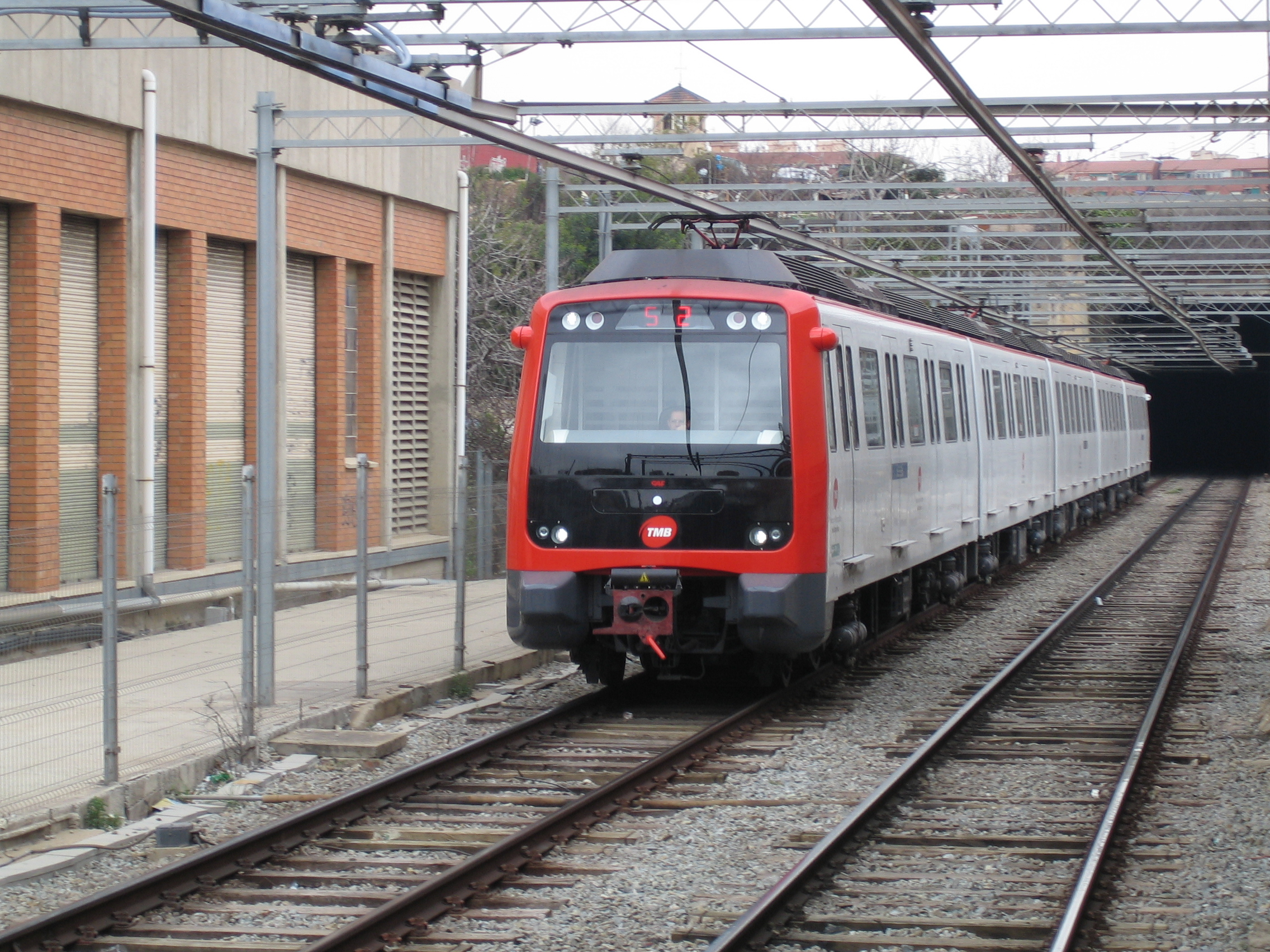
Série 5000 (CAF)
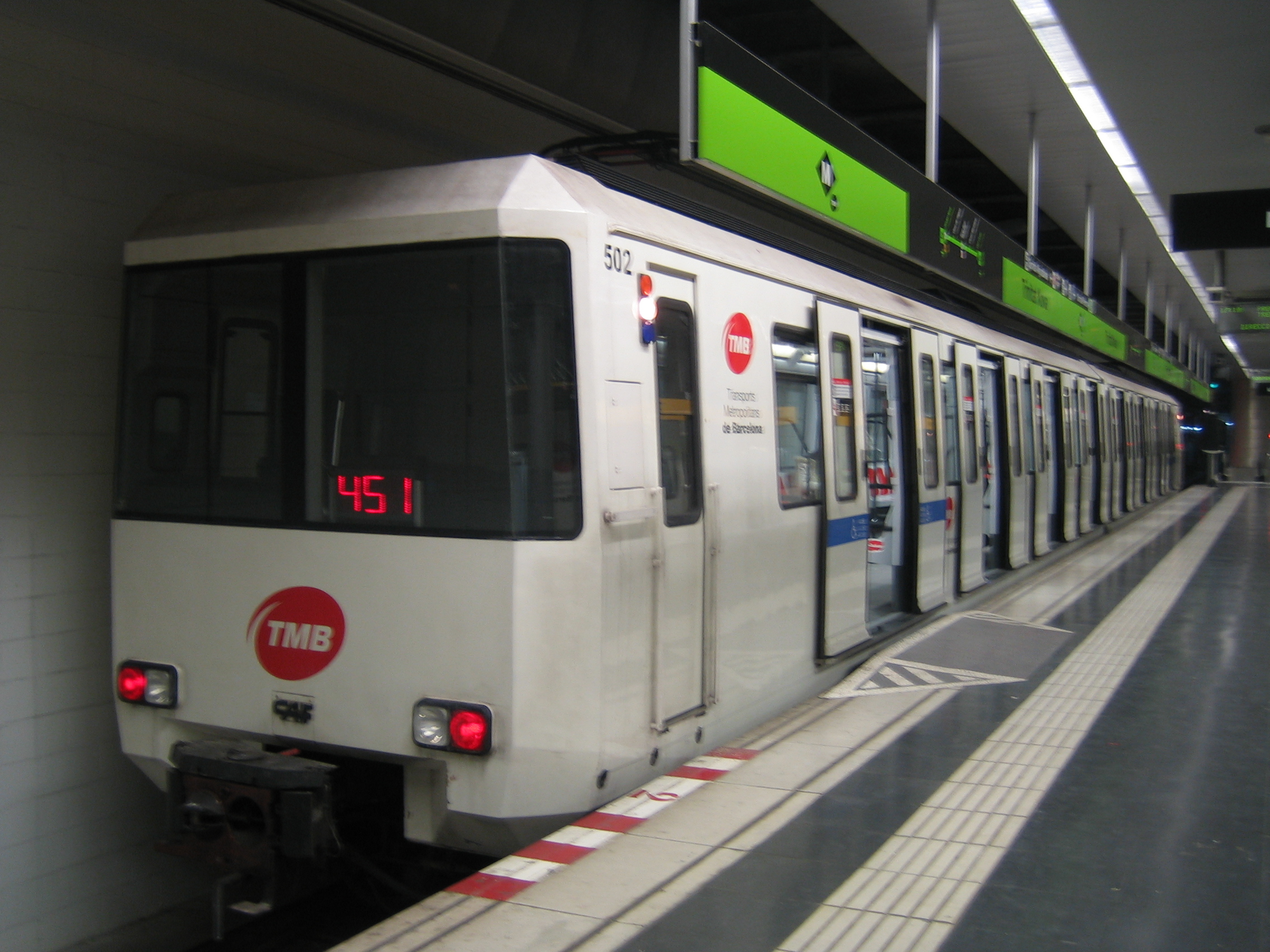
Série 500 (CAF)
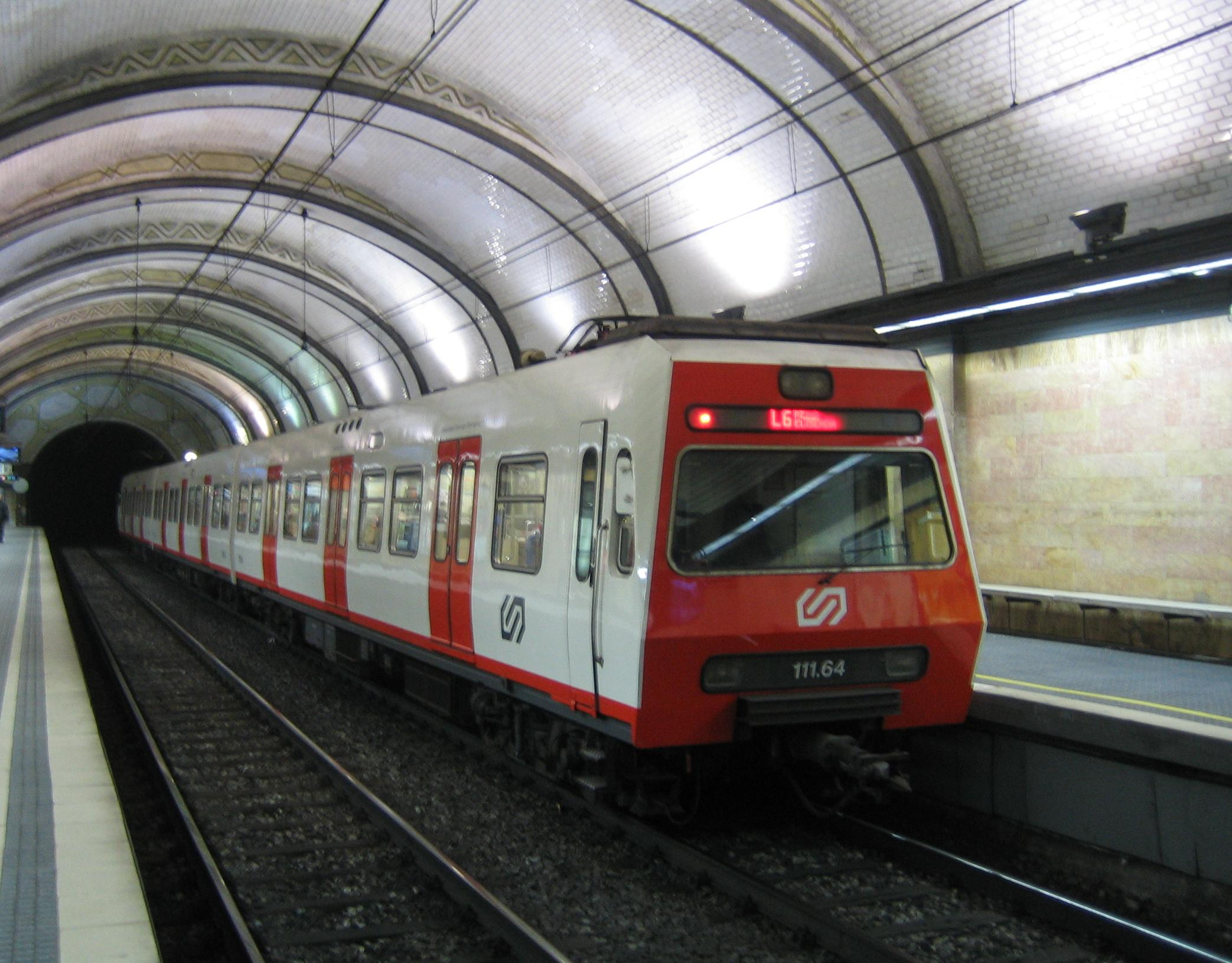
Série 111 des FGC
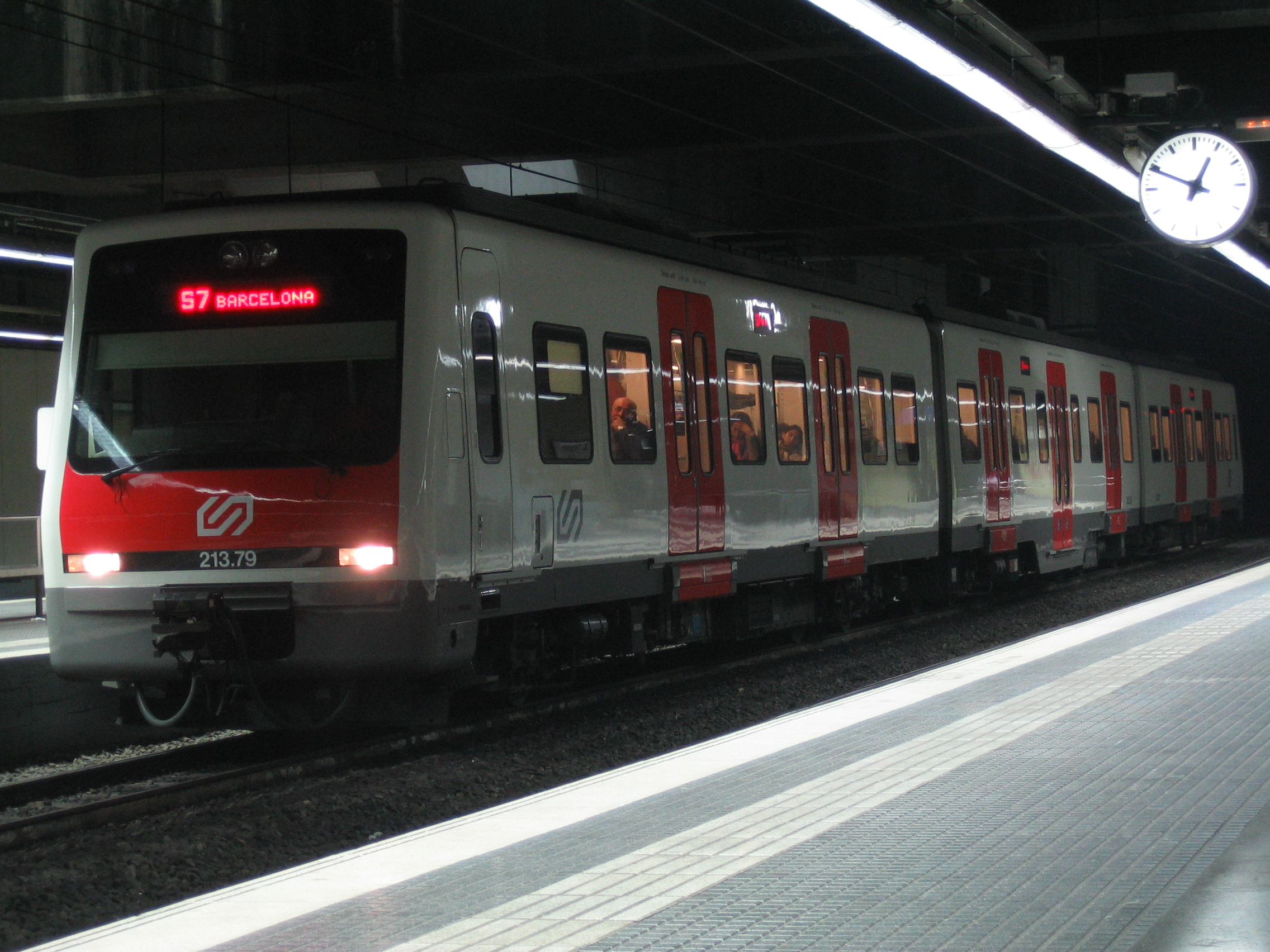
Série 213 des FGC
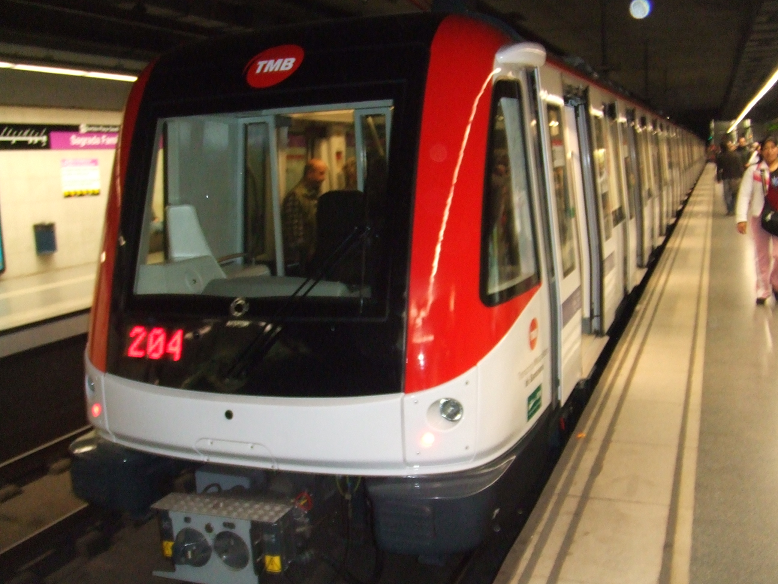
Série 9000 (Alstom)